# Нью-Йорк 1924
Нью-Йорк 1924 — один из крупнейших международных шахматных турниров в 1-й четверти XX века проходивший с 16 марта по 19 апреля. 11 участников, в том числе чемпион мира X. Р. Капабланка и экс-чемпион мира Эм. Ласкер. Проводился в 2 круга; очерёдность тура определялась по жребию в день игры. В первых турах лидировал А. Алехин (2 очка из 2); в 3-м туре, проиграв Эм. Ласкеру, он уступил лидерство С. Тартаковеру. В 5-м туре Р. Рети нанёс сенсационное поражение Капабланке, который не проигрывал до этого с 1916. В 7-м туре лидерство захватил Эм. Ласкер, ставший победителем 1-го круга — 7½ очков. За ним следовали: Алехин — 6½ очков, Капабланка и Рети — по 6. Второй круг прошёл в остром соперничестве Эм. Ласкера и Капабланки; несмотря на проигрыш личной встречи (14-й тур), Эм. Ласкер сумел сохранить лидерство до конца турнира — 16 очков; 2-е место занял Капабланка — 14½ очков, 3-е — Алехин — 12.
Европейские шахматисты прибыли на пароходе «Кливленд». Турнир проходил в помещении отеля «Аламак».
16 марта в японском зале отеля состоялась жеребьёвка. Порядок туров не был намечен сразу, каждый день тянулся номер, с помощью которого устанавливали, который тур будет играться сегодня.
Было сыграно 110 партий.

## Раздача призов
Были выданы денежные призы:

### Основные призы
- 1-й — 1500$ Эмануил Ласкер, Германия;
- 2-й — 1000$ Хосе Рауль Капабланка, Куба;
- 3-й — 750$ Александр Алехин, Россия;
- 4-й — 500$ Френк Маршалл, США;
- 5-й — 250$ Рихард Рети, Чехословакия.

Непризёры получили за каждую выигранную партию 25$ и за каждую ничью — половину этой суммы.

### Призы за красоту игры
- 1-й приз за красоту игры (серебряный бокал от В. Ванса и 75$ от Альберта Леба) — Р. Рети за партию с Боголюбовым[1].
- 2-й приз за красоту игры (50$ от Эбба Лэпдиса) — Ф. Маршаллу за партию с Боголюбовым.
- 3-й приз за красоту игры (25$ от Эд. Торша) — Х. Р. Капабланке за партию с Эм. Ласкером.

### Особые призы
- Особый приз за лучший результат против призёров (40$ от турнирного комитета) поделен поровну между Мароци и Эд. Ласкером (по 3½ очка).
- 1-й особый приз за лучшую партию среди непризёров (35$ от Эд. Торша) — С. Тартаковеру за партию с Ейтсом.
- 2-й особый приз за лучшую партию среди непризёров (25$ от А. Леба) — Е. Боголюбову за партию с Тартаковером.
- Особый приз за лучшую защиту (25$ от Апплтона) — Е. Боголюбову за партию с Мароци.

### Награды в конкурсе решения задач
Медали любителям, показавшим лучшие результаты в конкурсе решения задач:
- 1-й приз (золотая медаль) — И. Кэжден, Нью-Йорк.
- 2-й и 3-й призы (серебряные медали) поровну — Джон Барри, Бостон и Альфред Шрёдер, Нью-Йорк.

## Примечательные партии

### Р. Рети — Е. Боголюбов
|   | a | b | c | d | e | f | g | h |   |
| - | --- | --- | --- | --- | --- | --- | --- | --- | - |
| 8 | d8 чёрная ладья · f8 чёрный слон · g8 чёрный король · a7 чёрная пешка · b7 чёрная пешка · c7 чёрный ферзь · g7 чёрная пешка · h7 чёрная пешка · c6 чёрная пешка · c5 белая пешка · f5 белый ферзь · h5 белый слон · b3 белая пешка · g3 белая пешка · a2 белая пешка · h2 белая пешка · f1 белая ладья · g1 белый король | d8 чёрная ладья · f8 чёрный слон · g8 чёрный король · a7 чёрная пешка · b7 чёрная пешка · c7 чёрный ферзь · g7 чёрная пешка · h7 чёрная пешка · c6 чёрная пешка · c5 белая пешка · f5 белый ферзь · h5 белый слон · b3 белая пешка · g3 белая пешка · a2 белая пешка · h2 белая пешка · f1 белая ладья · g1 белый король | d8 чёрная ладья · f8 чёрный слон · g8 чёрный король · a7 чёрная пешка · b7 чёрная пешка · c7 чёрный ферзь · g7 чёрная пешка · h7 чёрная пешка · c6 чёрная пешка · c5 белая пешка · f5 белый ферзь · h5 белый слон · b3 белая пешка · g3 белая пешка · a2 белая пешка · h2 белая пешка · f1 белая ладья · g1 белый король | d8 чёрная ладья · f8 чёрный слон · g8 чёрный король · a7 чёрная пешка · b7 чёрная пешка · c7 чёрный ферзь · g7 чёрная пешка · h7 чёрная пешка · c6 чёрная пешка · c5 белая пешка · f5 белый ферзь · h5 белый слон · b3 белая пешка · g3 белая пешка · a2 белая пешка · h2 белая пешка · f1 белая ладья · g1 белый король | d8 чёрная ладья · f8 чёрный слон · g8 чёрный король · a7 чёрная пешка · b7 чёрная пешка · c7 чёрный ферзь · g7 чёрная пешка · h7 чёрная пешка · c6 чёрная пешка · c5 белая пешка · f5 белый ферзь · h5 белый слон · b3 белая пешка · g3 белая пешка · a2 белая пешка · h2 белая пешка · f1 белая ладья · g1 белый король | d8 чёрная ладья · f8 чёрный слон · g8 чёрный король · a7 чёрная пешка · b7 чёрная пешка · c7 чёрный ферзь · g7 чёрная пешка · h7 чёрная пешка · c6 чёрная пешка · c5 белая пешка · f5 белый ферзь · h5 белый слон · b3 белая пешка · g3 белая пешка · a2 белая пешка · h2 белая пешка · f1 белая ладья · g1 белый король | d8 чёрная ладья · f8 чёрный слон · g8 чёрный король · a7 чёрная пешка · b7 чёрная пешка · c7 чёрный ферзь · g7 чёрная пешка · h7 чёрная пешка · c6 чёрная пешка · c5 белая пешка · f5 белый ферзь · h5 белый слон · b3 белая пешка · g3 белая пешка · a2 белая пешка · h2 белая пешка · f1 белая ладья · g1 белый король | d8 чёрная ладья · f8 чёрный слон · g8 чёрный король · a7 чёрная пешка · b7 чёрная пешка · c7 чёрный ферзь · g7 чёрная пешка · h7 чёрная пешка · c6 чёрная пешка · c5 белая пешка · f5 белый ферзь · h5 белый слон · b3 белая пешка · g3 белая пешка · a2 белая пешка · h2 белая пешка · f1 белая ладья · g1 белый король | 8 |
| 7 | d8 чёрная ладья · f8 чёрный слон · g8 чёрный король · a7 чёрная пешка · b7 чёрная пешка · c7 чёрный ферзь · g7 чёрная пешка · h7 чёрная пешка · c6 чёрная пешка · c5 белая пешка · f5 белый ферзь · h5 белый слон · b3 белая пешка · g3 белая пешка · a2 белая пешка · h2 белая пешка · f1 белая ладья · g1 белый король | d8 чёрная ладья · f8 чёрный слон · g8 чёрный король · a7 чёрная пешка · b7 чёрная пешка · c7 чёрный ферзь · g7 чёрная пешка · h7 чёрная пешка · c6 чёрная пешка · c5 белая пешка · f5 белый ферзь · h5 белый слон · b3 белая пешка · g3 белая пешка · a2 белая пешка · h2 белая пешка · f1 белая ладья · g1 белый король | d8 чёрная ладья · f8 чёрный слон · g8 чёрный король · a7 чёрная пешка · b7 чёрная пешка · c7 чёрный ферзь · g7 чёрная пешка · h7 чёрная пешка · c6 чёрная пешка · c5 белая пешка · f5 белый ферзь · h5 белый слон · b3 белая пешка · g3 белая пешка · a2 белая пешка · h2 белая пешка · f1 белая ладья · g1 белый король | d8 чёрная ладья · f8 чёрный слон · g8 чёрный король · a7 чёрная пешка · b7 чёрная пешка · c7 чёрный ферзь · g7 чёрная пешка · h7 чёрная пешка · c6 чёрная пешка · c5 белая пешка · f5 белый ферзь · h5 белый слон · b3 белая пешка · g3 белая пешка · a2 белая пешка · h2 белая пешка · f1 белая ладья · g1 белый король | d8 чёрная ладья · f8 чёрный слон · g8 чёрный король · a7 чёрная пешка · b7 чёрная пешка · c7 чёрный ферзь · g7 чёрная пешка · h7 чёрная пешка · c6 чёрная пешка · c5 белая пешка · f5 белый ферзь · h5 белый слон · b3 белая пешка · g3 белая пешка · a2 белая пешка · h2 белая пешка · f1 белая ладья · g1 белый король | d8 чёрная ладья · f8 чёрный слон · g8 чёрный король · a7 чёрная пешка · b7 чёрная пешка · c7 чёрный ферзь · g7 чёрная пешка · h7 чёрная пешка · c6 чёрная пешка · c5 белая пешка · f5 белый ферзь · h5 белый слон · b3 белая пешка · g3 белая пешка · a2 белая пешка · h2 белая пешка · f1 белая ладья · g1 белый король | d8 чёрная ладья · f8 чёрный слон · g8 чёрный король · a7 чёрная пешка · b7 чёрная пешка · c7 чёрный ферзь · g7 чёрная пешка · h7 чёрная пешка · c6 чёрная пешка · c5 белая пешка · f5 белый ферзь · h5 белый слон · b3 белая пешка · g3 белая пешка · a2 белая пешка · h2 белая пешка · f1 белая ладья · g1 белый король | d8 чёрная ладья · f8 чёрный слон · g8 чёрный король · a7 чёрная пешка · b7 чёрная пешка · c7 чёрный ферзь · g7 чёрная пешка · h7 чёрная пешка · c6 чёрная пешка · c5 белая пешка · f5 белый ферзь · h5 белый слон · b3 белая пешка · g3 белая пешка · a2 белая пешка · h2 белая пешка · f1 белая ладья · g1 белый король | 7 |
| 6 | d8 чёрная ладья · f8 чёрный слон · g8 чёрный король · a7 чёрная пешка · b7 чёрная пешка · c7 чёрный ферзь · g7 чёрная пешка · h7 чёрная пешка · c6 чёрная пешка · c5 белая пешка · f5 белый ферзь · h5 белый слон · b3 белая пешка · g3 белая пешка · a2 белая пешка · h2 белая пешка · f1 белая ладья · g1 белый король | d8 чёрная ладья · f8 чёрный слон · g8 чёрный король · a7 чёрная пешка · b7 чёрная пешка · c7 чёрный ферзь · g7 чёрная пешка · h7 чёрная пешка · c6 чёрная пешка · c5 белая пешка · f5 белый ферзь · h5 белый слон · b3 белая пешка · g3 белая пешка · a2 белая пешка · h2 белая пешка · f1 белая ладья · g1 белый король | d8 чёрная ладья · f8 чёрный слон · g8 чёрный король · a7 чёрная пешка · b7 чёрная пешка · c7 чёрный ферзь · g7 чёрная пешка · h7 чёрная пешка · c6 чёрная пешка · c5 белая пешка · f5 белый ферзь · h5 белый слон · b3 белая пешка · g3 белая пешка · a2 белая пешка · h2 белая пешка · f1 белая ладья · g1 белый король | d8 чёрная ладья · f8 чёрный слон · g8 чёрный король · a7 чёрная пешка · b7 чёрная пешка · c7 чёрный ферзь · g7 чёрная пешка · h7 чёрная пешка · c6 чёрная пешка · c5 белая пешка · f5 белый ферзь · h5 белый слон · b3 белая пешка · g3 белая пешка · a2 белая пешка · h2 белая пешка · f1 белая ладья · g1 белый король | d8 чёрная ладья · f8 чёрный слон · g8 чёрный король · a7 чёрная пешка · b7 чёрная пешка · c7 чёрный ферзь · g7 чёрная пешка · h7 чёрная пешка · c6 чёрная пешка · c5 белая пешка · f5 белый ферзь · h5 белый слон · b3 белая пешка · g3 белая пешка · a2 белая пешка · h2 белая пешка · f1 белая ладья · g1 белый король | d8 чёрная ладья · f8 чёрный слон · g8 чёрный король · a7 чёрная пешка · b7 чёрная пешка · c7 чёрный ферзь · g7 чёрная пешка · h7 чёрная пешка · c6 чёрная пешка · c5 белая пешка · f5 белый ферзь · h5 белый слон · b3 белая пешка · g3 белая пешка · a2 белая пешка · h2 белая пешка · f1 белая ладья · g1 белый король | d8 чёрная ладья · f8 чёрный слон · g8 чёрный король · a7 чёрная пешка · b7 чёрная пешка · c7 чёрный ферзь · g7 чёрная пешка · h7 чёрная пешка · c6 чёрная пешка · c5 белая пешка · f5 белый ферзь · h5 белый слон · b3 белая пешка · g3 белая пешка · a2 белая пешка · h2 белая пешка · f1 белая ладья · g1 белый король | d8 чёрная ладья · f8 чёрный слон · g8 чёрный король · a7 чёрная пешка · b7 чёрная пешка · c7 чёрный ферзь · g7 чёрная пешка · h7 чёрная пешка · c6 чёрная пешка · c5 белая пешка · f5 белый ферзь · h5 белый слон · b3 белая пешка · g3 белая пешка · a2 белая пешка · h2 белая пешка · f1 белая ладья · g1 белый король | 6 |
| 5 | d8 чёрная ладья · f8 чёрный слон · g8 чёрный король · a7 чёрная пешка · b7 чёрная пешка · c7 чёрный ферзь · g7 чёрная пешка · h7 чёрная пешка · c6 чёрная пешка · c5 белая пешка · f5 белый ферзь · h5 белый слон · b3 белая пешка · g3 белая пешка · a2 белая пешка · h2 белая пешка · f1 белая ладья · g1 белый король | d8 чёрная ладья · f8 чёрный слон · g8 чёрный король · a7 чёрная пешка · b7 чёрная пешка · c7 чёрный ферзь · g7 чёрная пешка · h7 чёрная пешка · c6 чёрная пешка · c5 белая пешка · f5 белый ферзь · h5 белый слон · b3 белая пешка · g3 белая пешка · a2 белая пешка · h2 белая пешка · f1 белая ладья · g1 белый король | d8 чёрная ладья · f8 чёрный слон · g8 чёрный король · a7 чёрная пешка · b7 чёрная пешка · c7 чёрный ферзь · g7 чёрная пешка · h7 чёрная пешка · c6 чёрная пешка · c5 белая пешка · f5 белый ферзь · h5 белый слон · b3 белая пешка · g3 белая пешка · a2 белая пешка · h2 белая пешка · f1 белая ладья · g1 белый король | d8 чёрная ладья · f8 чёрный слон · g8 чёрный король · a7 чёрная пешка · b7 чёрная пешка · c7 чёрный ферзь · g7 чёрная пешка · h7 чёрная пешка · c6 чёрная пешка · c5 белая пешка · f5 белый ферзь · h5 белый слон · b3 белая пешка · g3 белая пешка · a2 белая пешка · h2 белая пешка · f1 белая ладья · g1 белый король | d8 чёрная ладья · f8 чёрный слон · g8 чёрный король · a7 чёрная пешка · b7 чёрная пешка · c7 чёрный ферзь · g7 чёрная пешка · h7 чёрная пешка · c6 чёрная пешка · c5 белая пешка · f5 белый ферзь · h5 белый слон · b3 белая пешка · g3 белая пешка · a2 белая пешка · h2 белая пешка · f1 белая ладья · g1 белый король | d8 чёрная ладья · f8 чёрный слон · g8 чёрный король · a7 чёрная пешка · b7 чёрная пешка · c7 чёрный ферзь · g7 чёрная пешка · h7 чёрная пешка · c6 чёрная пешка · c5 белая пешка · f5 белый ферзь · h5 белый слон · b3 белая пешка · g3 белая пешка · a2 белая пешка · h2 белая пешка · f1 белая ладья · g1 белый король | d8 чёрная ладья · f8 чёрный слон · g8 чёрный король · a7 чёрная пешка · b7 чёрная пешка · c7 чёрный ферзь · g7 чёрная пешка · h7 чёрная пешка · c6 чёрная пешка · c5 белая пешка · f5 белый ферзь · h5 белый слон · b3 белая пешка · g3 белая пешка · a2 белая пешка · h2 белая пешка · f1 белая ладья · g1 белый король | d8 чёрная ладья · f8 чёрный слон · g8 чёрный король · a7 чёрная пешка · b7 чёрная пешка · c7 чёрный ферзь · g7 чёрная пешка · h7 чёрная пешка · c6 чёрная пешка · c5 белая пешка · f5 белый ферзь · h5 белый слон · b3 белая пешка · g3 белая пешка · a2 белая пешка · h2 белая пешка · f1 белая ладья · g1 белый король | 5 |
| 4 | d8 чёрная ладья · f8 чёрный слон · g8 чёрный король · a7 чёрная пешка · b7 чёрная пешка · c7 чёрный ферзь · g7 чёрная пешка · h7 чёрная пешка · c6 чёрная пешка · c5 белая пешка · f5 белый ферзь · h5 белый слон · b3 белая пешка · g3 белая пешка · a2 белая пешка · h2 белая пешка · f1 белая ладья · g1 белый король | d8 чёрная ладья · f8 чёрный слон · g8 чёрный король · a7 чёрная пешка · b7 чёрная пешка · c7 чёрный ферзь · g7 чёрная пешка · h7 чёрная пешка · c6 чёрная пешка · c5 белая пешка · f5 белый ферзь · h5 белый слон · b3 белая пешка · g3 белая пешка · a2 белая пешка · h2 белая пешка · f1 белая ладья · g1 белый король | d8 чёрная ладья · f8 чёрный слон · g8 чёрный король · a7 чёрная пешка · b7 чёрная пешка · c7 чёрный ферзь · g7 чёрная пешка · h7 чёрная пешка · c6 чёрная пешка · c5 белая пешка · f5 белый ферзь · h5 белый слон · b3 белая пешка · g3 белая пешка · a2 белая пешка · h2 белая пешка · f1 белая ладья · g1 белый король | d8 чёрная ладья · f8 чёрный слон · g8 чёрный король · a7 чёрная пешка · b7 чёрная пешка · c7 чёрный ферзь · g7 чёрная пешка · h7 чёрная пешка · c6 чёрная пешка · c5 белая пешка · f5 белый ферзь · h5 белый слон · b3 белая пешка · g3 белая пешка · a2 белая пешка · h2 белая пешка · f1 белая ладья · g1 белый король | d8 чёрная ладья · f8 чёрный слон · g8 чёрный король · a7 чёрная пешка · b7 чёрная пешка · c7 чёрный ферзь · g7 чёрная пешка · h7 чёрная пешка · c6 чёрная пешка · c5 белая пешка · f5 белый ферзь · h5 белый слон · b3 белая пешка · g3 белая пешка · a2 белая пешка · h2 белая пешка · f1 белая ладья · g1 белый король | d8 чёрная ладья · f8 чёрный слон · g8 чёрный король · a7 чёрная пешка · b7 чёрная пешка · c7 чёрный ферзь · g7 чёрная пешка · h7 чёрная пешка · c6 чёрная пешка · c5 белая пешка · f5 белый ферзь · h5 белый слон · b3 белая пешка · g3 белая пешка · a2 белая пешка · h2 белая пешка · f1 белая ладья · g1 белый король | d8 чёрная ладья · f8 чёрный слон · g8 чёрный король · a7 чёрная пешка · b7 чёрная пешка · c7 чёрный ферзь · g7 чёрная пешка · h7 чёрная пешка · c6 чёрная пешка · c5 белая пешка · f5 белый ферзь · h5 белый слон · b3 белая пешка · g3 белая пешка · a2 белая пешка · h2 белая пешка · f1 белая ладья · g1 белый король | d8 чёрная ладья · f8 чёрный слон · g8 чёрный король · a7 чёрная пешка · b7 чёрная пешка · c7 чёрный ферзь · g7 чёрная пешка · h7 чёрная пешка · c6 чёрная пешка · c5 белая пешка · f5 белый ферзь · h5 белый слон · b3 белая пешка · g3 белая пешка · a2 белая пешка · h2 белая пешка · f1 белая ладья · g1 белый король | 4 |
| 3 | d8 чёрная ладья · f8 чёрный слон · g8 чёрный король · a7 чёрная пешка · b7 чёрная пешка · c7 чёрный ферзь · g7 чёрная пешка · h7 чёрная пешка · c6 чёрная пешка · c5 белая пешка · f5 белый ферзь · h5 белый слон · b3 белая пешка · g3 белая пешка · a2 белая пешка · h2 белая пешка · f1 белая ладья · g1 белый король | d8 чёрная ладья · f8 чёрный слон · g8 чёрный король · a7 чёрная пешка · b7 чёрная пешка · c7 чёрный ферзь · g7 чёрная пешка · h7 чёрная пешка · c6 чёрная пешка · c5 белая пешка · f5 белый ферзь · h5 белый слон · b3 белая пешка · g3 белая пешка · a2 белая пешка · h2 белая пешка · f1 белая ладья · g1 белый король | d8 чёрная ладья · f8 чёрный слон · g8 чёрный король · a7 чёрная пешка · b7 чёрная пешка · c7 чёрный ферзь · g7 чёрная пешка · h7 чёрная пешка · c6 чёрная пешка · c5 белая пешка · f5 белый ферзь · h5 белый слон · b3 белая пешка · g3 белая пешка · a2 белая пешка · h2 белая пешка · f1 белая ладья · g1 белый король | d8 чёрная ладья · f8 чёрный слон · g8 чёрный король · a7 чёрная пешка · b7 чёрная пешка · c7 чёрный ферзь · g7 чёрная пешка · h7 чёрная пешка · c6 чёрная пешка · c5 белая пешка · f5 белый ферзь · h5 белый слон · b3 белая пешка · g3 белая пешка · a2 белая пешка · h2 белая пешка · f1 белая ладья · g1 белый король | d8 чёрная ладья · f8 чёрный слон · g8 чёрный король · a7 чёрная пешка · b7 чёрная пешка · c7 чёрный ферзь · g7 чёрная пешка · h7 чёрная пешка · c6 чёрная пешка · c5 белая пешка · f5 белый ферзь · h5 белый слон · b3 белая пешка · g3 белая пешка · a2 белая пешка · h2 белая пешка · f1 белая ладья · g1 белый король | d8 чёрная ладья · f8 чёрный слон · g8 чёрный король · a7 чёрная пешка · b7 чёрная пешка · c7 чёрный ферзь · g7 чёрная пешка · h7 чёрная пешка · c6 чёрная пешка · c5 белая пешка · f5 белый ферзь · h5 белый слон · b3 белая пешка · g3 белая пешка · a2 белая пешка · h2 белая пешка · f1 белая ладья · g1 белый король | d8 чёрная ладья · f8 чёрный слон · g8 чёрный король · a7 чёрная пешка · b7 чёрная пешка · c7 чёрный ферзь · g7 чёрная пешка · h7 чёрная пешка · c6 чёрная пешка · c5 белая пешка · f5 белый ферзь · h5 белый слон · b3 белая пешка · g3 белая пешка · a2 белая пешка · h2 белая пешка · f1 белая ладья · g1 белый король | d8 чёрная ладья · f8 чёрный слон · g8 чёрный король · a7 чёрная пешка · b7 чёрная пешка · c7 чёрный ферзь · g7 чёрная пешка · h7 чёрная пешка · c6 чёрная пешка · c5 белая пешка · f5 белый ферзь · h5 белый слон · b3 белая пешка · g3 белая пешка · a2 белая пешка · h2 белая пешка · f1 белая ладья · g1 белый король | 3 |
| 2 | d8 чёрная ладья · f8 чёрный слон · g8 чёрный король · a7 чёрная пешка · b7 чёрная пешка · c7 чёрный ферзь · g7 чёрная пешка · h7 чёрная пешка · c6 чёрная пешка · c5 белая пешка · f5 белый ферзь · h5 белый слон · b3 белая пешка · g3 белая пешка · a2 белая пешка · h2 белая пешка · f1 белая ладья · g1 белый король | d8 чёрная ладья · f8 чёрный слон · g8 чёрный король · a7 чёрная пешка · b7 чёрная пешка · c7 чёрный ферзь · g7 чёрная пешка · h7 чёрная пешка · c6 чёрная пешка · c5 белая пешка · f5 белый ферзь · h5 белый слон · b3 белая пешка · g3 белая пешка · a2 белая пешка · h2 белая пешка · f1 белая ладья · g1 белый король | d8 чёрная ладья · f8 чёрный слон · g8 чёрный король · a7 чёрная пешка · b7 чёрная пешка · c7 чёрный ферзь · g7 чёрная пешка · h7 чёрная пешка · c6 чёрная пешка · c5 белая пешка · f5 белый ферзь · h5 белый слон · b3 белая пешка · g3 белая пешка · a2 белая пешка · h2 белая пешка · f1 белая ладья · g1 белый король | d8 чёрная ладья · f8 чёрный слон · g8 чёрный король · a7 чёрная пешка · b7 чёрная пешка · c7 чёрный ферзь · g7 чёрная пешка · h7 чёрная пешка · c6 чёрная пешка · c5 белая пешка · f5 белый ферзь · h5 белый слон · b3 белая пешка · g3 белая пешка · a2 белая пешка · h2 белая пешка · f1 белая ладья · g1 белый король | d8 чёрная ладья · f8 чёрный слон · g8 чёрный король · a7 чёрная пешка · b7 чёрная пешка · c7 чёрный ферзь · g7 чёрная пешка · h7 чёрная пешка · c6 чёрная пешка · c5 белая пешка · f5 белый ферзь · h5 белый слон · b3 белая пешка · g3 белая пешка · a2 белая пешка · h2 белая пешка · f1 белая ладья · g1 белый король | d8 чёрная ладья · f8 чёрный слон · g8 чёрный король · a7 чёрная пешка · b7 чёрная пешка · c7 чёрный ферзь · g7 чёрная пешка · h7 чёрная пешка · c6 чёрная пешка · c5 белая пешка · f5 белый ферзь · h5 белый слон · b3 белая пешка · g3 белая пешка · a2 белая пешка · h2 белая пешка · f1 белая ладья · g1 белый король | d8 чёрная ладья · f8 чёрный слон · g8 чёрный король · a7 чёрная пешка · b7 чёрная пешка · c7 чёрный ферзь · g7 чёрная пешка · h7 чёрная пешка · c6 чёрная пешка · c5 белая пешка · f5 белый ферзь · h5 белый слон · b3 белая пешка · g3 белая пешка · a2 белая пешка · h2 белая пешка · f1 белая ладья · g1 белый король | d8 чёрная ладья · f8 чёрный слон · g8 чёрный король · a7 чёрная пешка · b7 чёрная пешка · c7 чёрный ферзь · g7 чёрная пешка · h7 чёрная пешка · c6 чёрная пешка · c5 белая пешка · f5 белый ферзь · h5 белый слон · b3 белая пешка · g3 белая пешка · a2 белая пешка · h2 белая пешка · f1 белая ладья · g1 белый король | 2 |
| 1 | d8 чёрная ладья · f8 чёрный слон · g8 чёрный король · a7 чёрная пешка · b7 чёрная пешка · c7 чёрный ферзь · g7 чёрная пешка · h7 чёрная пешка · c6 чёрная пешка · c5 белая пешка · f5 белый ферзь · h5 белый слон · b3 белая пешка · g3 белая пешка · a2 белая пешка · h2 белая пешка · f1 белая ладья · g1 белый король | d8 чёрная ладья · f8 чёрный слон · g8 чёрный король · a7 чёрная пешка · b7 чёрная пешка · c7 чёрный ферзь · g7 чёрная пешка · h7 чёрная пешка · c6 чёрная пешка · c5 белая пешка · f5 белый ферзь · h5 белый слон · b3 белая пешка · g3 белая пешка · a2 белая пешка · h2 белая пешка · f1 белая ладья · g1 белый король | d8 чёрная ладья · f8 чёрный слон · g8 чёрный король · a7 чёрная пешка · b7 чёрная пешка · c7 чёрный ферзь · g7 чёрная пешка · h7 чёрная пешка · c6 чёрная пешка · c5 белая пешка · f5 белый ферзь · h5 белый слон · b3 белая пешка · g3 белая пешка · a2 белая пешка · h2 белая пешка · f1 белая ладья · g1 белый король | d8 чёрная ладья · f8 чёрный слон · g8 чёрный король · a7 чёрная пешка · b7 чёрная пешка · c7 чёрный ферзь · g7 чёрная пешка · h7 чёрная пешка · c6 чёрная пешка · c5 белая пешка · f5 белый ферзь · h5 белый слон · b3 белая пешка · g3 белая пешка · a2 белая пешка · h2 белая пешка · f1 белая ладья · g1 белый король | d8 чёрная ладья · f8 чёрный слон · g8 чёрный король · a7 чёрная пешка · b7 чёрная пешка · c7 чёрный ферзь · g7 чёрная пешка · h7 чёрная пешка · c6 чёрная пешка · c5 белая пешка · f5 белый ферзь · h5 белый слон · b3 белая пешка · g3 белая пешка · a2 белая пешка · h2 белая пешка · f1 белая ладья · g1 белый король | d8 чёрная ладья · f8 чёрный слон · g8 чёрный король · a7 чёрная пешка · b7 чёрная пешка · c7 чёрный ферзь · g7 чёрная пешка · h7 чёрная пешка · c6 чёрная пешка · c5 белая пешка · f5 белый ферзь · h5 белый слон · b3 белая пешка · g3 белая пешка · a2 белая пешка · h2 белая пешка · f1 белая ладья · g1 белый король | d8 чёрная ладья · f8 чёрный слон · g8 чёрный король · a7 чёрная пешка · b7 чёрная пешка · c7 чёрный ферзь · g7 чёрная пешка · h7 чёрная пешка · c6 чёрная пешка · c5 белая пешка · f5 белый ферзь · h5 белый слон · b3 белая пешка · g3 белая пешка · a2 белая пешка · h2 белая пешка · f1 белая ладья · g1 белый король | d8 чёрная ладья · f8 чёрный слон · g8 чёрный король · a7 чёрная пешка · b7 чёрная пешка · c7 чёрный ферзь · g7 чёрная пешка · h7 чёрная пешка · c6 чёрная пешка · c5 белая пешка · f5 белый ферзь · h5 белый слон · b3 белая пешка · g3 белая пешка · a2 белая пешка · h2 белая пешка · f1 белая ладья · g1 белый король | 1 |
|   | a | b | c | d | e | f | g | h |   |

1.Kf3 d5 2.c4 e6 3.g3 Kf6 4.Cg2 Cd6 5.0—0 0—0 6.b3 Ле8 7.Cb2 Kbd7 8.d4 c6 9.Kbd2 Ke4 10.K:e4 de 11.Ke5 f5 12.f3 ef 13.C:f3 Фс7 14.K:d7 C:d7 15.e4 e5 16.c5 Cf8 17.Фс2 ed 18.ef Лad8 19.Ch5 Ле5 20.C:d4 Л:f5 21.Л:f5 C:f5 22.Ф:f5 Л:d4 23.Лf1 Лd8 (см. диаграмму)
24.Cf7+ Kph8 25.Ce8, 1 : 0

## Таблица
| №  | Участник               | Страна                 | 1 | 1 | 2 | 2 | 3 | 3 | 4 | 4 | 5 | 5 | 6 | 6 | 7 | 7 | 8 | 8 | 9 | 9 | 10 | 10 | 11 | 11 |  | +  | −  | =  | Очки | Место |
| -- | ---------------------- | ---------------------- | - | - | - | - | - | - | - | - | - | - | - | - | - | - | - | - | - | - | -- | -- | -- | -- |  | -- | -- | -- | ---- | ----- |
| 1  | Ласкер, Эмануил        | Веймарская республика  |   |   | ½ | 0 | 1 | ½ | ½ | 1 | 1 | 1 | 1 | 1 | 1 | 1 | ½ | 1 | ½ | 1 | ½  | 1  | 1  | 1  |  | 13 | 1  | 6  | 16   | 1     |
| 2  | Капабланка, Хосе Рауль | Куба                   | ½ | 1 |   |   | ½ | ½ | ½ | ½ | 0 | 1 | ½ | 1 | 1 | 1 | 1 | 1 | 1 | ½ | ½  | 1  | ½  | 1  |  | 10 | 1  | 9  | 14½  | 2     |
| 3  | Алехин, Александр      | СССР                   | 0 | ½ | ½ | ½ |   |   | ½ | ½ | 1 | 0 | 1 | ½ | ½ | ½ | ½ | ½ | 1 | 1 | ½  | ½  | 1  | 1  |  | 6  | 2  | 12 | 12   | 3     |
| 4  | Маршалл, Фрэнк         | США                    | ½ | 0 | ½ | ½ | ½ | ½ |   |   | ½ | 1 | 0 | ½ | 0 | 1 | ½ | 0 | ½ | 1 | 1  | ½  | 1  | 1  |  | 6  | 4  | 10 | 11   | 4     |
| 5  | Рети, Рихард           | Чехословакия           | 0 | 0 | 1 | 0 | 0 | 1 | ½ | 0 |   |   | ½ | ½ | 0 | 1 | 1 | 1 | 1 | 0 | 1  | 0  | 1  | 1  |  | 9  | 8  | 3  | 10½  | 5     |
| 6  | Мароци, Геза           | Венгрия                | 0 | 0 | ½ | 0 | 0 | ½ | 1 | ½ | ½ | ½ |   |   | 0 | 1 | ½ | ½ | 1 | 1 | ½  | 1  | 1  | 0  |  | 6  | 6  | 8  | 10   | 6     |
| 7  | Боголюбов, Ефим        | СССР                   | 0 | 0 | 0 | 0 | ½ | ½ | 1 | 0 | 1 | 0 | 1 | 0 |   |   | 0 | 1 | 1 | 1 | ½  | 1  | 0  | 1  |  | 8  | 9  | 3  | 9½   | 7     |
| 8  | Тартаковер, Савелий    | Польша                 | ½ | 0 | 0 | 0 | ½ | ½ | ½ | 1 | 0 | 0 | ½ | ½ | 1 | 0 |   |   | 1 | 0 | ½  | 0  | ½  | 1  |  | 4  | 8  | 8  | 8    | 8     |
| 9  | Ейтс, Фредерик         | Великобритания         | ½ | 0 | 0 | ½ | 0 | 0 | ½ | 0 | 0 | 1 | 0 | 0 | 0 | 0 | 0 | 1 |   |   | 1  | 1  | ½  | 1  |  | 5  | 11 | 4  | 7    | 9     |
| 10 | Ласкер, Эдуард         | США                    | ½ | 0 | ½ | 0 | ½ | ½ | 0 | ½ | 0 | 1 | ½ | 0 | ½ | 0 | ½ | 1 | 0 | 0 |    |    | 0  | ½  |  | 2  | 9  | 9  | 6½   | 10    |
| 11 | Яновский, Давид        | Французская республика | 0 | 0 | ½ | 0 | 0 | 0 | 0 | 0 | 0 | 0 | 0 | 1 | 1 | 0 | ½ | 0 | ½ | 0 | 1  | ½  |    |    |  | 3  | 13 | 4  | 5    | 11    |